# José Raúl Rangel
José Raúl Rangel Águilar (* 25. Februar 2000 in Zapotlán el Grande, Jalisco), wegen seiner Ähnlichkeit mit dem Torhüter Alfredo Talavera auch unter dem Spitznamen „Tala“ bekannt, ist ein mexikanischer Fußballspieler auf der Position des Torwarts.

## Karriere

### Vereine
Rangel kam 2015 zu Chivas, wo er erste Erfahrungen in einem Farmteam des Vereins in der Tercera División sammelte.
Zur Saison 2020/21 wurde Rangel in die erste Reservemannschaft des Vereins, Deportivo Tapatío, aufgenommen und absolvierte in den beiden Spielzeiten 2020/21 und 2021/22 insgesamt 49 Punktspieleinsätze in der zweiten Liga. Daneben wurde er seit 2021 auch gelegentlich in den Kader der ersten Mannschaft berufen und ist seit der Clausura 2024 Stammtorhüter in der höchsten mexikanischen Spielklasse.
Eine exponierte Rolle nahm Rangel indes im Rückspiel um die Trofeo Árbol de Gernika ein, als er im Elfmeterschießen den letzten Schuss von Bilbaos Unai Vencedor parierte, wodurch seine Mannschaft das zum 125-jährigen Vereinsjubiläum des Athletic Club de Bilbao veranstaltete Turnier gewann.

### Nationalmannschaft
Sein Länderspieldebüt in der A-Nationalmannschaft gab er am 6. Juni 2024 beim in Denver ausgetragenen Freundschaftsspiel gegen die Nationalmannschaft Uruguays, das mit 0:4 verloren ging.